# 张福运故居
张福运故居是原中华民国国民政府关务署署长兼国定税则委员会委员长张福运在天津的旧居，于1935年建造，坐落于当时的天津英租界科伦坡道（Colombo Road）（今和平区常德道2号），该建筑目前为天津市文物保护单位和重点保护等级历史风貌建筑，并作为天津五大道近代建筑群的重要组成部分，被中华人民共和国国务院批准为全国重点文物保护单位。该建筑现为马克西姆法餐厅。

## 历史
张福运故居所在地原为一片空地，1932年11月24日，张福运以“谦静堂”名义从先农公司购得6.457亩空地并委托乐利工程司设计修建，该建筑于1935年建造完毕。天津日占时期，该房产被日本人住用。1946年，该房产的房主更名为张福运的妻子，李鸿章的孙女李国秦的姓名。1947年，张福运和李国秦赴香港前将该建筑的房地契交予多年的朋友林鸿赉办理过户赠与手续，所以产权证上更换成林鸿赉的名字，但林鸿赉当时已经在当时的天津英租界新加坡道（Singapore Road）（今和平区大理道42号）已经购置了自己的房产，因此林鸿赉从未居住过该房产。后来该房产又由普丰洋行出租。中华人民共和国成立初期，清华大学校友联谊会曾在张福运故居的院子中的草坪上举办过一次联谊活动，当时，朱继圣、杨天受等30余位清华大学校友参加了活动。1952年，该房产交由天津市人民政府的房地产部门予以代管。1997年6月2日，位于常德道2号的这座建筑以“林鸿赉旧宅”的名义被天津市人民政府公布为天津市文物保护单位。
关于常德道2号这座建筑的身世，民间还流传着另外一种说法：这是宋子文或孔祥熙的房产。这处房产建成于1935年，建成后不到两年多的时间就遭遇了“七七事变”，日本人占领了这所房子。直到1945年，日本战败投降，当时的国民党天津市委将这里从日本人手里面接收之后，即作为了军政人员的办公地点。1945年，天津市接受日本投降的指挥部就设在常德道2号，而宋子文、孔祥熙等人到天津，也都是居住在这所小楼。从1935年建成到中华人民共和国成立，房屋的“主人”张福运一天也没有居住过，一天也没有出现过，这不得不使人产生怀疑。因此，民间流传的另一种说法认为，这所房子应该是宋子文或孔祥熙在津的私人寓所，假借张福运之名而已。就宋子文与孔祥熙二人而言，民间认为从与天津本地的关系来看，孔祥熙的可能性会更大一些。

## 建筑

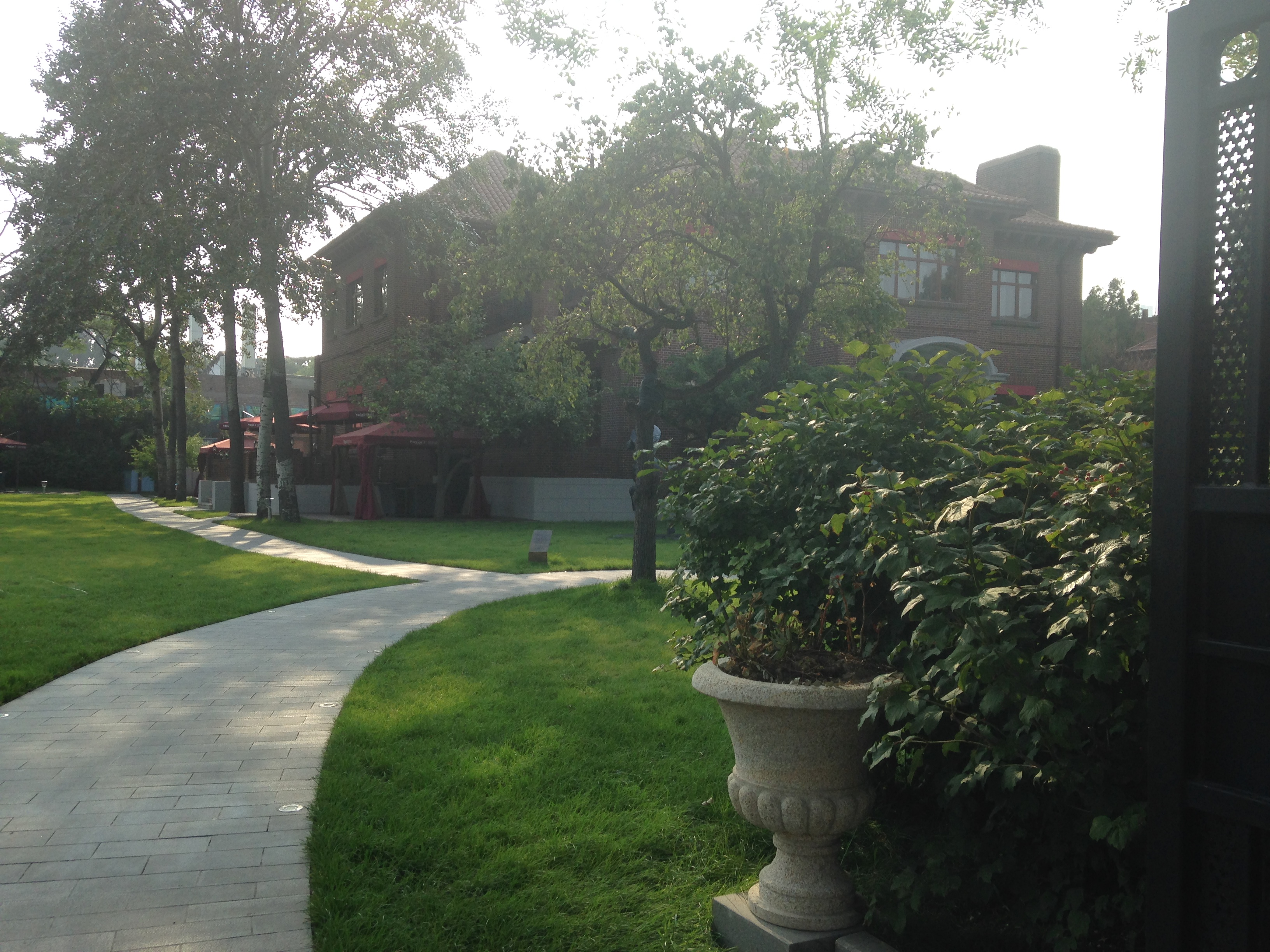

张福运故居为二层混合结构西式楼房，占地4336.80平方米，建筑面积1238.27平方米。建筑内部为小肋空心砖楼板，外立面为红砖清水墙面。建筑的南立面两侧为明廊，中间设有露台。明廊上设装饰有铁栏杆的阳台，屋顶为由挑梁支托的大挑檐筒瓦多坡屋顶，下面为水泥砂浆断块饰面的台基。建筑正门的门庭地面铺有彩色大理石，门庭两侧设有穿衣镜和衣帽龛，正门门厅的入口处设有两根水刷石饰面的圆柱，这两根圆柱承托着梳形拱券井字格式筒顶。一楼的过道和各房间均为人字形地板，另外设有筒子板、三槽窗和镶板木门。一楼个别房的间顶棚梁和小肋以菲律宾木板包镶，房间内部各装饰和镶嵌有不同式样的花饰，还设有不同风格的壁炉。一楼客厅的墙身设有四组双柱双梁的附墙西洋古典柱式。建筑内二楼为带阳台和卫生间的卧室，二楼的走廊地面铺设有条形木地板，顶棚以线条和周边花饰做修饰，其中有的房间顶部为小井字梁顶棚。墙壁装饰有罗马塔司干式，壁柱。故居的门庭、走廊与各房间比例匀称，尺度合宜，上面的装饰物雕刻精致，故居外部设有院落，院内花草茂盛，树木成荫。张福运故居是一所具有欧洲庭院式建筑风格的别墅。

## 内部链接
- 林鸿赉旧宅 (常德道)